# Vaš šlager sezone
Vaš šlager sezone  je najpoznatiji bosanskohercegovački festival zabavne glazbe, koji se od druge polovice 1960-ih do 1999. održavao u Sarajevu.

## Početci
Prvi festival "Vaš šlager sezone" (VŠS) izveden je 6. travnja (Dan oslobođenja Sarajeva) 1967. godine u dvorani Radničkog univerziteta "Đuro Đaković", današnjem Bosanskom kulturnom centru. Idejni tvorac festivala bio je producent i kompozitor zabavne glazbe Esad Arnautalić, a pokretač Televizija Sarajevo. Kako tadašnja Televizija Sarajevo još nije imala vlastite kamere i reportažna kola, natjecateljski program je snimljen filmskom kamerom, a trake je redatelj Muhamed Mehmedović odnosio u Zagreb na montažu, kako bi snimak bio emitiran poslije nekoliko dana iz zagrebačkog televizijskog studija. 
Pobjednik prvog Šlagera sezone 1967. bio je tada 18-godišnji Kemal Monteno s pjesmom "Lidija" na tekst pjesnika i novinara Rešada Hadrovića. Naredne 1968. godine "Vaš šlager sezone" je sniman filmskom kamerom, a tek je sljedeće godine Televizija Sarajevo prvi put samostalno i s vlastitom opremom realizirala svoj festival. Festival se, nakon otvaranja Dvorane Skenderija, koju je 29. studenog 1969. godine svečano otvorio predsjednik Josip Broz Tito, počeo redovito održavati u tom prostoru, a tijekom 1970-ih je doživio svoje zlatne godine.

## Festivalska proljeća
Tijekom dvadeset godina (do kasnih 1980-ih godina) "izbacio" je niz hitova i bio pozornica na kojoj su zabljesnule najveće zvijezde domaće zabavne glazbe: Kemal Monteno, Zdravko Čolić, Seid Memić Vajta, Davorin Popović, "Indexi", "Ambasadori", Jadranka Stojaković, Ismeta Krvavac, Fadil Toskić, Bisera Veletanlić, Alma Ekmečić, Neda Ukraden, Arsen Dedić, Gabi Novak, Oliver Dragojević, Tereza Kesovija i drugi. 
Na Šlageru sezone predstavljane su najaktualnije pjesme tog proljeća. Iz današnje perspektive to je zanimljiva mješavina domaćih urbanih šlagera s poetskim tekstovima i šansona intimnijeg karaktera. Festival se održavao krajem zime ili početkom proljeća, uglavnom vremenski otprilike kad i festivali San Remo i Opatija. 
Imao je sve ono što krasi jedan festival lakih nota: aplauz i zvižduk publike, nagrade, mućke, lažni glamur, kolegijalna ogovaranja, scenografske eksperimente i kikseve, a prije svega zanimljive pjesme s kvalitetnim domaćim izvođačima iz cijele bivše Jugoslavije. Od 1967. održan je 21 put (od 1967. do 1983., te 1987. i 1988.), te dva puta u samostalnoj Bosni i Hercegovini (1994. i 1999.). Posljednji Šlager sezone 1999. bio je ujedno i Nacionalni izbor pjesme predstavnice Bosne i Hercegovine na Pjesmi Eurovizije. Organizatori ovog festivala su voljeli eksperimentirati, pa su 1980., kada se predsjednik Tito, borio za život, VŠS organizirali za kućnu atmosferu, pred malim ekranima, a ne pred publikom. 

## Festivalska godišta
Vaš šlager sezone je podario preko stotinu pjesama, od kojih je njih dvadesetak ušlo u zlatnu pjesmaricu vazdazelenih domaćih festivalskih hitova.

### 1967.
- Kemal Monteno - Lidija, Pobjednička pjesma
- Žarko Dančuo  - Moj profesor, Nagrada stručnog žirija
- Indexi  - Oko malih stvari svađamo se
- Neda Ukraden - Igra bez kraja

### 1968.
- Ana Štefok - Molitva, Pobjednička pjesma
- Kemal Monteno & Sabina Varešanović - Sarajevo
- Zlatni akordi (vokal Josipa Lisac) - Halo taxi
- Senka Veletanlić - Znam da ću ga sresti
- Indexi - Pustinjak
- Indexi - Moja je djevojka obična
- Dragan Stojnić - Ima li u meni nešto cigansko?

### 1969.
- Mišo Kovač - Više se nećeš vratiti, Pobjednička pjesma
- Kemal Monteno & Sabina Varešanović - Sve se okreće oko tebe
- Indexi - Svijet za sebe
- Indexi - Najljepše stvari
- Sabahudin Kurt - Ti znaš
- Zdenka Vučković & Indexi - Ljubavi mi daj
- Biserka Spevec - Neću više one dane
- Čičak  - Ti si taj
- Bojan Kidrič - Crveno svjetlo
- Neda Ukraden - Kiše

### 1970.
- Arsen Dedić – Sve je bilo muzika, Pobjednička pjesma
- Dubravka Fijala & Nikola Borota – Svatko ima problema
- Indexi - Prošli dani
- Ambasadori (vokal Zdravko Čolić) – Plačem za tvojim usnama
- Zlatko Golubović - Preko sedam mora
- Bojan Kodrič – Sve što želim
- Anica Zubović - Iz dnevnika jedne žene
- Pro arte - Kako da ti kažem
- Leo Martin – Uspomene
- Ljiljana Petrović - Fransoaz
- Lado Leskovar – Dosta je igre

### 1971.
- Dragan Antić - Zašto da ne uzmem nju, Pobjednička pjesma
- Kemal Monteno – Sviraj mi o njoj
- Indexi - Da li postoji ljubav (M.Đajić-N.Borota)
- Ljiljana Petrović - Obećanje u novembru
- Senka Veletanlić - Zaželi ja ću doći
- Zlatko Golubović - Poslije dugih putovanja
- Ivica Tomović – Ako se vratiš

### 1972.
- Pro arte – Nemoj draga plakati, Pobjednička pjesma
- Kemal Monteno – Laž
- VIS Jutro (vokal Zlatko Houdnik) – Ostajem tebi
- Đorđe Marjanović - Ta tužna muzika
- Ivica Tomović – Naša ljubav će živjeti
- Boba Stefanović – Za tvoju ljubav živim
- Oto Pestner – Tvoja pisma
- Lola Novaković – Znam zašto živim
- Zdravko Čolić – Sinoć nisi bila tu

### 1973.
- Indexi – Predaj se srce, Pobjednička pjesma
- Zdravko Čolić – Bling blinge bling
- Ambasadori (vokal Ismeta Krvavac) - Srce te želi
- Mahir Paloš - Spavaj cvijete moj
- Kemal Monteno – Muziko, ljubavi moja
- Jadranka Stojaković – Postoji neko
- grupa Iver – Momak
- Boba Stefanović - Bez tebe ne mogu
- Mišo Kovač - Ne idi, ne idi
- Ivica Šerfezi - Sviraj mi gitaro
- Dubrovački trubaduri – Plakala djevojka mlada
- Lutajuća srca - Jefimija
- Dragan Mijalkovski - Ne odlazi prije jutra
- Leo Martin – Svijet bez tebe

### 1974.
- Zdravko Čolić – Zelena si rijeka bila, Pobjednička pjesma
- Korni grupa – Kuda ideš svijete moj, Nagrada stručnog žirija
- Kemal Monteno – Pahuljice moja
- Duško Lokin – Još pamtim
- Bisera Veletanlić – Prozor
- Mahir Paloš - Sama si a još te volim
- Nada Knežević – Tvoja tvoja
- Ambasadori (vokal Ismeta Krvavac) - Negdje na nekom moru
- Elda Viler - Živjeti
- Indexi – Samo su ruže znale
- Jadranka Stojaković – Život piše romane

### 1975.
- Zdravko Čolić – Zvao sam je Emili, Pobjednička pjesma
- Ambasadori (vokal Ismeta Krvavac) – Zemljo moja, Nagrada za interpretaciju
- Kemal Monteno – Znam sve o tebi
- Jadranka Stojaković – Nova nada
- Lutajuća srca - Poslednje jutro
- Duško Lokin – Raspleti vijenac ljubavi
- Tereza Kesovija – San julske noći
- Indexi – Volim te
- Grupa 777 vs Ira Kraljić - Ko to kuca na vratima
- Alma Ekmečić – Svatko ima svoju ljubav
- Đani Maršan – Ako želiš idi
- Elda Viler - Gdje živiš sad
- Neda Ukraden - Novi Robinzoni
- Mahir Paloš - Kaži jednu riječ

### 1976.
- Kemal Monteno – Sarajevo ljubavi moja, Pobjednička pjesma
- Miki Jevremović – Djevojko moja
- Duško Lokin – Vjetri šume, riječi nose
- Indexi – Moja Hana
- Krunoslav Slabinac – Ja kakva je na Bembaši trava
- Ambasadori (vokal Ismeta Krvavac) – Usne imam da ga ljubim
- Neda Ukraden - Ja i ti
- Leo Martin – Sedam godina
- Maja Odžaklijevska – Mjesečev san
- Jadranka Stojaković – Gledaš me tako čudno
- Alma Ekmečić – Nestašne riječi
- Mišo Kovač - Ranjeno je srce moje

### 1977.
- Indexi – U jednim plavim očima (autori: Enes Bajramović; Mišo Marić), pobjednička pjesma
- Oliver Dragojević - Ako izgubim tebe
- Fadil Toskić – Pođi pravo
- Neda Ukraden - Požuri mi, dragane
- Rezonansa – Neka svijet bude orkestar
- Grupa 777 – Probudi se, dragane
- Ismeta Krvavac – Između jave i sna
- Pro arte – Jasmina
- Kemal Monteno – Ljubavna bol
- Pepel in kri – Što može ona mogu i ja
- Ambasadori (vokal Jasna Gospić) – Dođi u pet do pet
- Leo Martin – Kasno smo se upoznali
- Zdenka Kovačiček – Vjerovao ti ili ne
- Radojka Šverko – Rastanak ipak nije lak
- Goran Gerin – Ne dam da odeš

### 1978.
- Seid Memić Vajta – Samo jednom srce voli (nagrada za interpretaciju)
- Fadil Toskić – Zapalio sam plamen (prva nagrada publike)
- Bisera Veletanlić – Jesen umire na vodi (nagrada stručnog žirija)
- Ambasadori – Imam jedan strašan plan
- Neda Ukraden - Vjeruj mi dušo moja
- Indexi – Ispili smo zlatni pehar
- Kemal Monteno – Nije htjela
- Mahir Paloš - Prijatelji
- Dalibor Brun - Ja ostajem s tobom
- Jadranka Stojaković – Tamo gdje sam ja
- Selver Brdarić - Dio sunca
- grupa Suncokret - Noćna ptica
- Alma Ekmečić – Skreni lijevo
- Grupa 777 - Tri slatka dana

### 1979.
- Gabi Novak - Što je ljubav, pobjednička pjesma
- Seid Memić Vajta – Prevari me srce moje
- Oliver Dragojević - Danijela
- Indexi – Živjela Jugoslavija
- Mahir Paloš - Svi nek znaju
- Neda Ukraden - Još te volim (autor: Kornelije Kovač)
- Duško Lokin - Ima, ima dana
- Novi fosili - Ne oplakuj nas ljubavi
- Mišo Kovač - Volio sam zenu koju nisam smio
- Dragan Mijalkovski - Život za tebe
- Jadranka Stojaković – Ti i ja
- Kemal Monteno – Postoji li mjesto
- Senad od Bosne - Mislite malo na me
- Leo Martin - Pesmo moja
- Ambasadori - Baš bi bilo dobro

### 1980.
- Ismeta Krvavac – Ja nemam mira (muzika: Josip Sliško, stihovi: Mišo Marić) pobjednička pjesma
- Oliver Dragojević - Večernja ljubav
- Kamen na kamen – Jaranice
- Indexi – Njene oči, usne, ruke
- Mirzino jato - Ja bih da me druga mazi

### 1981.
- Seid Memić Vajta – Čovjek bez problema (Zlatna lira)
- Kemal Monteno – Tebi je lako
- Oliver Dragojević - Ti si bila sve sto valja
- Indexi – Betonska brana
- Neda Ukraden - Oženjen je (autor: Ranko Boban)
- Jadranka Stojaković – O tom potom (autor: Jadranka Stojaković)
- Ismeta Krvavac – Dobro jutro (autor: Kemal Monteno)
- Mahir Paloš - Samo je ona stajala na vjetru
- Pepel in kri - Glasajte za nas
- Gabi Novak - Jedini moj

### 1982.
- Seid Memić Vajta – Naša pisma, pobjednička pjesma  (broj glasova: 1088)
- Kemal Monteno – Doli Bel, drugo mjesto (broj glasova 992)
- Indexi – Moja mala Ana, treće mjesto (broj glasova: 871)
- Neda Ukraden - Ne budi me noćas (Zlatni mikrofon)
- Miki Jevremović - Zaljubi se
- Maja Odžaklijevska - Srećo reci
- Oliver Dragojević - Gospojice, lipo dite
- Ibrica Jusić - Marijeta (nagrada za tekst)
- Stijene - Dženis
- Ismeta Krvavac - Ljubav nema bolje dane
- Mahir Paloš - Sanjaj ono što je moglo biti
- grupa Kim - Zvjezdano nebo (nagrada za aranžman)
- Moni Kovačić - Budi mi drug
- Zdenka Vučković - Pod lipovim cvijetom
- Ljupka Dimitrovska - Bit će bolje
- grupa Bosanski lonac - Priznajem

### 1983.
- Oliver Dragojević - Moje prvo pijanstvo (1.nagrada publike, 1. nagrada žirija, nagrada za najbolji tekst, nagrada za najbolju interpretaciju)
- Neda Ukraden - Ne vjeruj
- Indexi – Pozdravi Sonju
- Mahir Paloš - Odlaze ljubavi
- Kemal Monteno – Vrijeme kiša
- Zdenka Vučković - Zaspala sam za klavirom
- Ismeta Krvavac – Pusti me na miru
- Dubravka Jusić – Malo ja, malo ti
- Jasna Gospić – Suze sad ništa mi ne znače
- grupa Makadam – Vjerujem u tebe
- Moni Kovačić – Ne okreći se
- Aska – Pored mene

### Vaš šlager sezone 1987.
- Radojka Šverko - Ne ljubi me više nikada u tami, pobjednička pjesma
- Seid Memić Vajta – Odlazim (ne pitam zašto me ne voliš)
- Indexi – Imaš me na duši
- Alma Ekmečić – Majke mi

### Vaš šlager sezone 1988.
- Meri Cetinić - Ako je život pjesma
- Kemal Monteno – Kako da te zaboravim
- Milo Hrnić & Libertas – Požurite, konji bijeli
- Đurđica Barlović – Ako ikada odeš
- Helena Blagne – Koja je boja u modi
- Grupa Stijene – Ples na kiši (nagrada za najbolju interpretaciju)
- Jadranka Stojaković – Golube
- Senad od Bosne – Bistre vode Bosnom teku (1. mjesto, kasnije oduzeto zbog kupljenih ulaznica)
- Ismeta Krvavac - Plavi jorgovan
- Amila & Lejla – Bez tebe
- Grupa Karamela – Želja
- Grupa Cod – Zar možeš da me prevariš
- Oliver Dragojević - Jedan od mnogih (2. mjesto)
- Krunoslav Slabinac – Tiho, tiho uspomeno (3. mjesto)
- Vesna Ivić – Vlakovi s juga
- Žarko Mamula – Pođimo do zvijezda
- Grupa Interval – Nemoj me buditi
- Marjan Miše – Putovanje s tobom
- Seid Memić Vajta – Lejla, pada snijeg
- Jasna Zlokić – Noć i dan (1. mjesto)
- Miki Jevremović – Aleksandra (nagrada žirija za najuspjeliju kompoziciju)
- Maja Odžaklijevska – Obala ljubavi

### 1993./94.
(Šlager za 1993. – održan u studiju RTV SA siječnja '94.)
- Željka Katavić Pilj – Tebi, 4 zlatne lire

### 1999.
- Hari Varešanović – Starac i more (pobjednik, oduzeta pobjeda zbog plagijata)
- Dino Merlin & Beatrice – Putnici (drugoplasirana pjesma, odredjena za Euroviziju)
- Seven Up - Nestaju Prinčevi / Daj, spusti se (trećeplasirana pjesma)
- Seid Memić Vajta – Stare melodije
- Sarajevska ruža – Želja
- Željka Katavić Pilj – Bog mi je svjedok
- Sanja Volić – Jedini ljubim te
- Beat House – Kunem te
- Plavi orkestar - Šampion
- Andrej Pucarević & Romana Panić - Suze za kraj

## Epilog
Posljednji Šlager sezone održan je 1999. a bio je ujedno i bosanskohercegovački izbor za Pjesmu Eurovizije. Pobjednik festivala bio je Hari Mata Hari s pjesmom "Starac i more", dok su BiH na Eurosongu u Jeruzalemu ipak predstavljali drugoplasirani Dino Merlin & Beatrice s "Putnicima".

## Pobjednici Festivala
- 1967. - Kemal Monteno: "Lidija"
- 1969. - Mišo Kovač: "Više se nećeš vratiti"